# Tornimäe
Tornimäe is een plaats in de Estlandse gemeente Saaremaa, provincie Saaremaa. De plaats heeft de status van dorp (Estisch: küla) en telt 70 inwoners (2021).
Tot in oktober 2017 was Tornimäe de hoofdplaats van de gemeente Pöide. In die maand werd Pöide bij de fusiegemeente Saaremaa gevoegd.